# Вищий суд з питань інтелектуальної власності
Вищий суд з питань інтелектуальної власності, або IP-суд — вищий спеціалізований суд у судовій системі України, формально створений 29 вересня 2017 року відповідно до судової реформи 2016 року. Конкретні терміни початку його роботи не визначені.

## Параметри обговорення
На етапі нетривалого обговорення законопроєкту розглядалася назва «Вищий патентний суд».
Суддями цього суду можуть бути не лише особи, які були суддями, але й патентні повірені, адвокати зі стажем роботи п'ять років.
Судді призначаються виключно на підставі результатів відкритого конкурсу.

## Створення
Судовою реформою було визначено, що Вищий суд з питань інтелектуальної власності утворюється протягом дванадцяти місяців з дня набрання чинності нового Закону «Про судоустрій і статус суддів».
Відповідно, 29 вересня 2017 року Президент України Петро Порошенко підписав Указ «Про утворення Вищого суду з питань інтелектуальної власності».
З вересня 2017 року Вища кваліфікаційна комісія суддів України проводить конкурси на за заняття посад суддів цього суду.
13 лютого 2020 року здійснено державну реєстрацію новоутвореної юридичної особи — Вищого суду з питань інтелектуальної власності, про що внесено запис до Єдиного державного реєстру юридичних осіб, фізичних осіб — підприємців та громадських формувань.